# Deutsche Einband-Meisterschaft 1952/53
Die Deutsche Einband-Meisterschaft 1952/53 ist eine Billard-Turnierserie und fand vom 20. bis zum 22. Februar 1953 in Mönchengladbach zum fünften Mal statt.

## Geschichte
Geplant war die Meisterschaft mit Titelverteidiger August Tiedtke, Walter Lütgehetmann und Ernst Rudolph. Lütgehetmann hatte abgesagt, weil er noch nicht von der Europameisterschaft im Cadre 71/2, die er gewonnen hatte, zurück war. Tiedtke hatte aus privaten Gründen abgesagt und Rudolph war auf der Anreise nach Mönchengladbach mit dem Auto verunglückt. Um die Meisterschaft nicht so kurzfristig abzusagen spielten Paul Maaßen und Karlheinz Krienen als Ersatz mit. Die Billardtische waren im Turniersaal Erholung auch nicht in einem sehr guten Zustand. Das wirkte sich dann auch auf die Leistungen aus. Schließlich gewann Josef Bolz das Turnier vor Gerd Thielens in einer Stichpartie. Dritter wurde Siegfried Spielmann.

## Modus
Gespielt wurde im Round Robin-Modus bis 150 Punkte.
Die Endplatzierung ergab sich aus folgenden Kriterien:
1. Matchpunkte
2. Generaldurchschnitt (GD)
3. Bester Einzeldurchschnitt (BED)
4. Höchstserie (HS)

## Teilnehmer (alphabetisch)
1. Josef Bolz (Köln)
2. Karlheinz Krienen (Mönchengladbach)
3. Paul Maaßen (Mönchengladbach)
4. Siegfried Spielmann (Düsseldorf)
5. Gerd Thielens (Gelsenkirchen)

## Abschlusstabelle
| Klassement                                  | Klassement          | Klassement | Klassement | Klassement | Klassement | Klassement | Klassement | Klassement |
| Platz                                       | Name                | MP         | Pkte.      | Aufn.      | GD         | BED        | HS         |            |
| ------------------------------------------- | ------------------- | ---------- | ---------- | ---------- | ---------- | ---------- | ---------- | ---------- |
| 1                                           | Josef Bolz          | 6:2        | 588        | 225        | 2,61       | 3,40       | 25         |            |
| 2                                           | Gerd Thielens       | 6:2        | 537        | 204        | 2,63       | 3,00       | 28         |            |
| 3                                           | Siegfried Spielmann | 5:1        | 576        | 196        | 2,93       | 3,57       | 24         |            |
| 4                                           | Paul Maaßen         | 3:5        | 535        | 263        | 2,03       | 2,27       | 13         |            |
| 5                                           | Karlheinz Krienen   | 0:8        | 437        | 242        | 1,80       | –          | 15         |            |
| Turnierdurchschnitt: 2,36                   |                     |            |            |            |            |            |            |            |
| Stichpartie                                 |                     |            |            |            |            |            |            |            |
| -                                           | Josef Bolz          | 2:0        | 150        | 58         | 2,60       | 2,60       | 24         |            |
| -                                           | Gerd Thielens       | 0:2        | 132        | 58         | 2,27       | –          | 15         |            |
| nach Stichpartie                            |                     |            |            |            |            |            |            |            |
| 1                                           | Josef Bolz          | 8:2        | 738        | 283        | 2,60       | 3,40       | 25         |            |
| 2                                           | Gerd Thielens       | 6:4        | 669        | 262        | 2,55       | 3,00       | 28         |            |
| Turnierdurchschnitt: 2,37 (mit Stichpartie) |                     |            |            |            |            |            |            |            |